# Peter van Roye
Peter van Roye, född den 30 maj 1950 i Lingen i Tyskland, är en västtysk roddare.
Han tog OS-brons i tvåa utan styrman i samband med de olympiska roddtävlingarna 1976 i Montréal.